# 豊村和真
豊村 和真（とよむら かずま、1953年3月11日 - ）は、日本の心理学者・社会福祉学者。北星学園大学社会福祉学部福祉心理学科教授。専門は、福祉心理学・特殊教育。特に、知恵遅れの子供の認知、障害児の心理学、認知症老人の認知を研究。
1978年東北大学教育学部卒業。1981年東北大学大学院教育学研究科博士課程単位取得満期退学。同年、同教育学部助手。
1984年北星学園大学文学部講師。1988年同文学部助教授。1995年北星学園大学文学部教授。1996年同社会福祉学部教授。2000年北星学園大学大学院社会福祉学研究科教授。

## 著書
- 松野豊編『発達障害学の探究』（分担執筆、文理閣、1993年）
- 忍博次ほか編『福祉社会の展開と課題－新しい福祉のパラダイムを目指して－』（分担執筆、北大路書房、1996年）

## 注
1. ↑  『北海道人物・人材情報リスト　2004　かーと』（日外アソシエーツ、2004年）ｐ１４７７
2. ↑  以上につきマイポータル
3. ↑  教員情報

| スタブアイコン | サブスタブ | この項目は、まだ閲覧者の調べものの参照としては役立たない、人物に関連した書きかけの項目です。この項目を加筆・訂正などしてくださる協力者を求めています（P:人物伝/PJ:人物伝）。 |